# Hermaphrodite
Pour les articles homonymes, voir Hermaphrodite (homonymie).
Hermaphrodite (en grec ancien Ἑρμαφρόδιτος / Hermaphróditos) est un personnage de la mythologie grecque. Sa mère est Aphrodite et son père est Hermès. Son nom a été utilisé pour créer le terme hermaphrodisme, qui désigne ce qui réunit les caractéristiques des deux sexes.
À l'origine, c'est une forme masculine d'Aphrodite, qui s'appelait Aphroditos, qui était vénérée en tant que divinité à Chypre. La forme du nom Hermaphróditos remonte à la représentation d'Aphrodite comme un hermès et signifie initialement seulement « hermès d'Aphrodite ». Son nom est documenté pour la première fois dans la littérature dans Les Caractères de Théophraste.

## Mythe

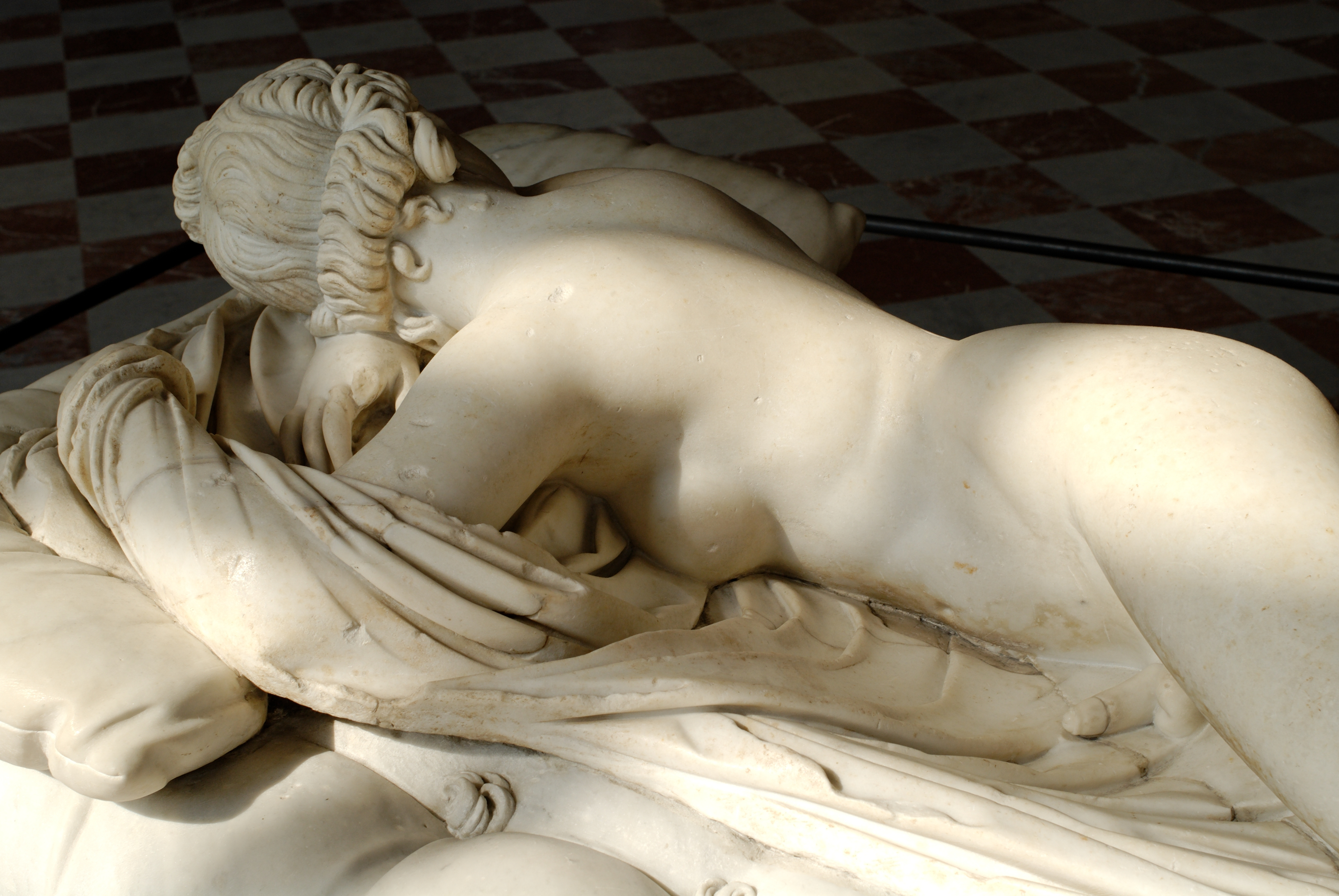
Hermaphrodite endormi. Copie romaine / original grec du IIe siècle av. J.-C. En 1619 restauration: D. Larique, oreiller et matelas: Bernin. Louvre.

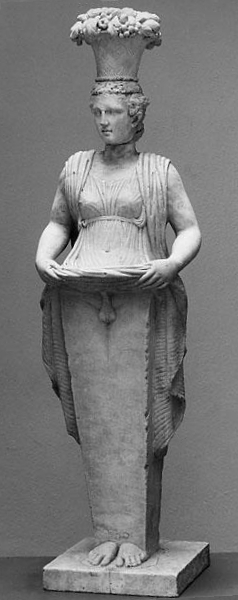
Le nom Hermaphróditos remonte à la représentation d'Aphrodite comme un hermès : Hermès d'Aphroditos au Nationalmuseum à Stockholm.

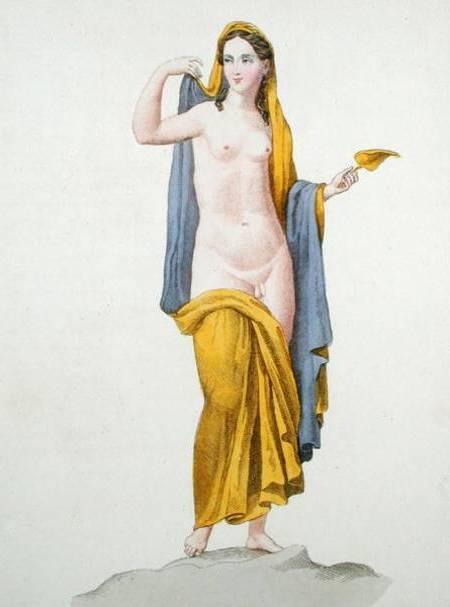
Gravure d'Hermaphrodite, copie d'une fresque d'Herculanum, XIXe siècle.

Dans la version qu'en donne Ovide (43 avant notre ère - 17 ou 18 de notre ère), le fils de Hermès et d'Aphrodite, comme son nom l'indique, Hermaphrodite hérite à sa naissance, sur le mont Ida de Troade, de la beauté de ses parents. Un jour qu'il se baigne dans le lac de Carie habité par la naïade Salmacis, celle-ci s'éprend du bel adolescent. Comme Hermaphrodite repousse ses avances, Salmacis l'étreint de force et supplie les dieux d'être unie à lui pour toujours. Le vœu est exaucé et ils ne forment plus qu'un seul être bisexué, à la fois mâle et femelle. Hermaphrodite fait alors un vœu à ses parents, que tout homme se baignant dans le lac de la nymphe en sortirait lui aussi doté d'attributs féminins.
Jacques Desautels précise qu'Hermaphrodite n'est pas un héros comme les autres, car hormis sa grande beauté, il ne possède pas de forces particulières, physiques comme psychologiques. L'auteur le qualifie même de "garçon normal".
Ce mythe d'Hermaphrodite peut être rapproché de celui des androgynes évoqué dans Le Banquet de Platon, au IVe siècle avant notre ère : à l'origine, certains humains (hermaphrodites) possédaient à la fois les caractères féminins et masculins, et Zeus, s'alarmant de leur potentiel, les sépara brutalement en deux moitiés. On peut remarquer à ce propos que si l'androgyne est le plus souvent déconsidéré dans la littérature grecque et romaine ce n'est pas le cas constamment, bien au contraire. Violaine Sebillotte Cuchet évoque le traité Airs, Eaux, Lieux d'Hippocrate, habituellement daté de 440-425 avant notre ère où il est question de certains Scythes, les Ennarées. Elle se réfère à « l’étude originale de Luc Brisson qui analyse la figure de l’androgyne dans la perspective déjà ouverte par Marie Delcourt, comme celle d’un individu médiateur avec le divin et, par conséquent, très positivement connoté ». Ces Ennarées, Scythes d'une classe sociale élevée (qui montent à cheval), étant des médiateurs entre la déesse Aphrodite et les hommes tout en étant impuissants sexuellement et se comportant comme des femmes. Les Ennarées sont riches, honorés et craints comme des dieux.
Dans le traité d'Hippocrate intitulé Du Régime la diversité d’apparence des individus provient, selon la théorie que construit le médecin, de différences d'appariement des "semences", féminine et masculine, lors de la conception. Si les individus androgynes et les femmes viriles ont des genres hétérogènes (composés de masculin et de féminin), c’est parce que la semence qui l’a emporté provient du parent de sexe opposé. Si la semence féminine, quoique moins forte que la semence virile, est plus abondante elle l'emporte. Et la mère donne naissance à un homme efféminé (androgunos). Et si la semence féminine vient du père et domine alors la fille qui nait est désignée comme « virile », (andreia). Il en résulte que le traité affirme, en fait, « l’existence d’un continuum de genre : un individu peut être plus ou moins viril et plus ou moins féminin car, bien souvent, le genre combine des caractéristiques féminines et masculines ». Ce traité n'évoque pas l'androgyne au sens actuel d'intersexe, une possibilité théorique si l'on suit la théorie d'Hippocrate mais impossible selon le médecin et donc non envisagée. Ce qui apparaît, par contre, c'est la fluidité du genre encadrée par la binarité des sexes.
L'inscription dite de Salmakis a été découverte au Sud-Ouest du port d’Halicarnasse en 1995 dans un mur qui appartenait, semble-t-il, au sanctuaire d'Aphrodite et d'Hermès. Elle est datée du IIe  ou du début du Ier siècle avant l'ère commune. Il s'agit d'un poème, énoncé par la déesse elle-même qui raconte les origines d'Halicarnasse et les « fiertés » (to timion) de la cité, dont celle du jeune héros, Hermaphrodite. L'original dont s'inspirerait la sculpture hellénistique du Louvre est datée, approximativement, de la même époque que l'inscription. L'Hermaphrodite de Salmakis avait la réputation, dans la tradition poétique de la culture impériale gréco-romaine - à l'époque de la "copie" - d’être un efféminé, de se complaire dans les plaisirs, parmi lesquels, les plaisirs sexuels.

## Culte

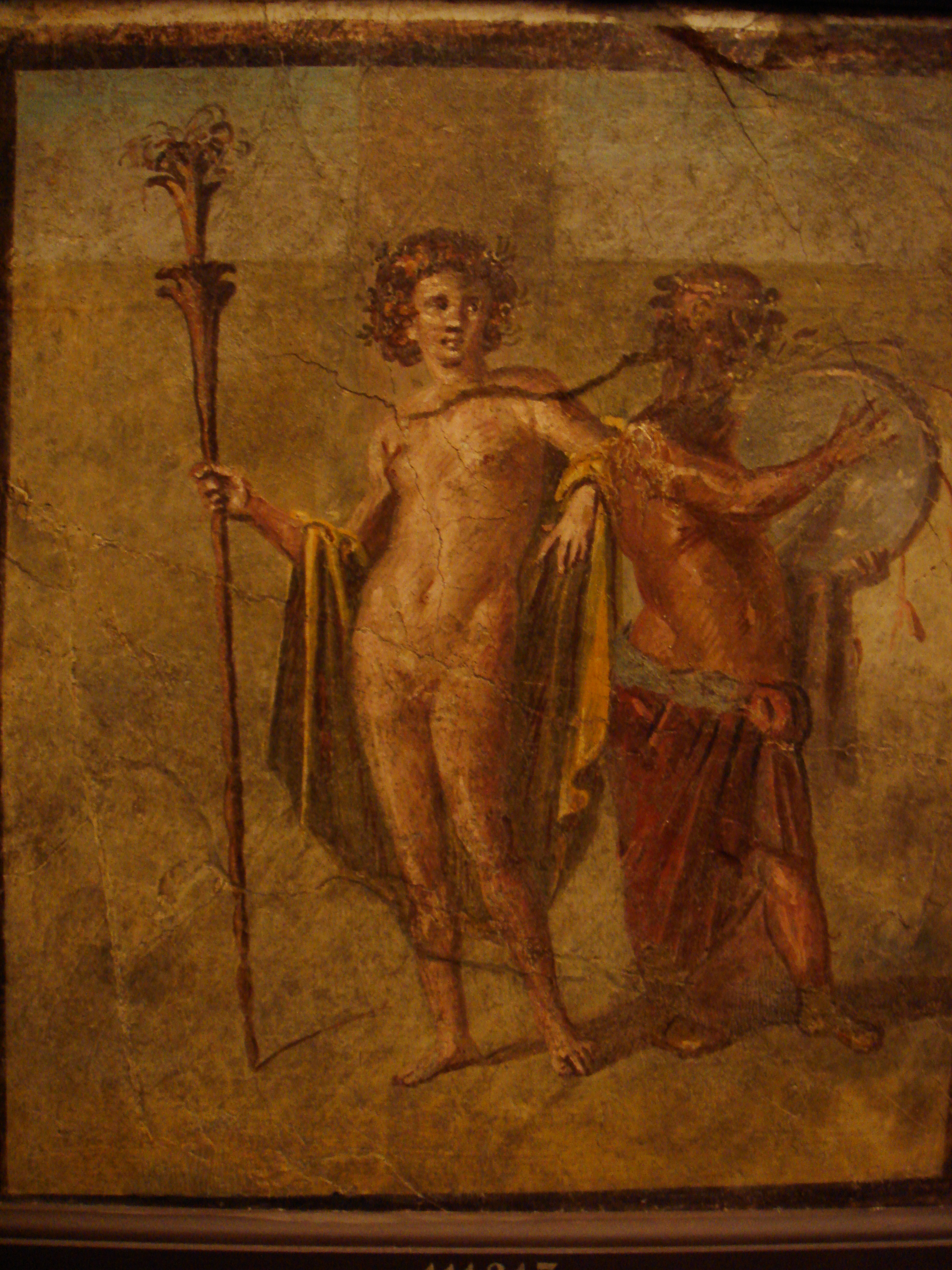
Détail de la fresque du Vieux satyre et Hermaphrodite, musée archéologique de Naples.

Les plus anciennes traces du culte dans les pays grecs se trouvent à Chypre. Ici, selon Macrobe (Saturnales, iii. 8), il y avait une statue barbue d'un Aphrodite mâle, appelé Aphroditos par Aristophane. Philochore dans son Atthis (ap. Macrobe loc. cit.) a identifié cette divinité, au sacrifice de laquelle hommes et femmes échangeaient des vêtements, avec la Lune. Une plaque en terre cuite du VIIe siècle av. J.-C. représentant Aphroditos a été trouvée à Perachora, ce qui suggère qu'il s'agissait d'un culte grec archaïque.
Cette Aphrodite chypriote est la même que l'Hermaphrodite ultérieur, qui signifie simplement Aphroditos sous la forme d'un hermès, un buste surmontant un bloc quadrangulaire, et apparaît d'abord dans les Caractères (XVI) de Théophraste. Après son introduction à Athènes (probablement au Ve siècle av. J.-C.), l'importance de cette divinité semble avoir diminué. Il n'apparaît plus comme l'objet d'un culte particulier, mais limité à l'hommage de certaines sectes, exprimé par des rites superstitieux de signification obscure.

## Littérature
La première mention d'Hermaphrodite dans la littérature grecque en est faite par le philosophe Théophraste (IIIe siècle av. J.-C.), dans son livre les Caractères, XVI L'homme superstitieux, dans lequel il dépeint divers types de personnes excentriques.
« Aussi, les quatrième et septième jours de chaque mois, il ordonnera à ses serviteurs de préparer du vin et d'aller acheter des couronnes de myrte, de l'encens et du smilax ; et, en entrant, passera la journée à couronner les Hermaphrodites. »
La première mention d'Hermès et d'Aphrodite comme parents d'Hermaphrodite a été faite par l'historien grec Diodore de Sicile (Ier siècle av. J.-C.), dans son livre la Bibliothèque historique, livre IV, 4.6.5.
La seule narration complète de son mythe est celle des Métamorphoses d'Ovide, IV.274-388 (8 AD), où l'accent est mis sur les pièges féminins de la nymphe aquatique lascive Salmacis et sa compromission de la force virile naissante d'Hermaphrodite, sa timidité et la greffe de leurs corps.

## Représentations artistiques

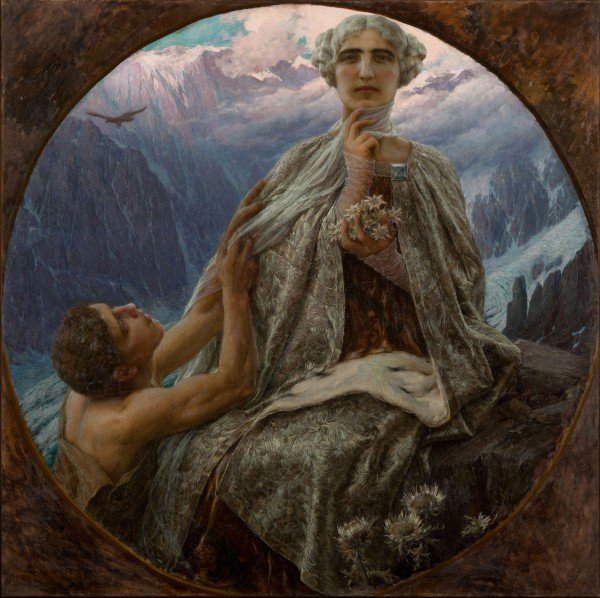
La vetta, 1912, une œuvre symboliste de Cesare Saccaggi, dans laquelle le sommet de la montagne est représenté par cette figure hermaphrodite, qui si elle est observée d'en bas semble être une femme, tandis que si elle est observée de face, semble être un homme.

Hermaphrodite a été un fréquent sujet d'inspiration. En sculpture, la représentation la plus célèbre est celle de l'Hermaphrodite endormi, statue de l'époque hellénistique dont des copies figurent au Palais Massimo alle Terme, à la Galerie Borghèse à Rome, à la Galerie des Offices à Florence (salle 38 dite « de l'Hermaphrodite ») ainsi qu'au musée du Louvre à Paris et au Musée des Beaux-Arts de Lille. De dos, Hermaphrodite montre un corps à la grâce et aux courbes féminines, de l'autre, le spectateur aperçoit la particularité anatomique du personnage. Lady Charlotte Townshend, qui la vit au milieu du XVIIIe siècle, la décrit comme « le seul couple heureux que j'aie jamais rencontré ».
Les représentations d'Hermaphrodite sont répandues dans les peintures mythologiques à sujet érotique prisées par la société romaine et découvertes au XVIIIe siècle dans les cités du Vésuve, en particulier à Pompéi. Le Cabinet secret du Musée archéologique national de Naples en conserve cinq : Hermaphrodite (inv. 9224), Pan et Hermaphrodite (inv. 27700), Vieux satyre et Hermaphrodite (inv. 27875), Satyre et Hermaphrodite (inv. 27701), Satyre tentant de s'unir à Hermaphrodite (inv. 110878).
Le morceau “Fountain of Salmacis” de l’album “Nursery Cryme” (1971) par le groupe de rock britannique Genesis se base sur le récit du mythe d'Hermaphrodite.

## Sources
- Théophraste, Les Caractères XVI
- Diodore, Bibliothèque historique IV.6.5
- Ovide, Métamorphoses [détail des éditions] [lire en ligne] (IV, 288-390).
- Jacques Desautels, Dieux et mythe de la Grèce Ancienne, la mythologie gréco-romaine, Québec, Presses de l'Université Laval, 1988.